# WWE SmackDown vs. Raw 2010
WWE SmackDown vs. Raw 2010 er et wrestling-computerspil udgivet til Xbox 360 og PlayStation 3, udviklet af Yukes og udgivet af THQ. Spillet tager udgangspunkt i World Wrestling Entertainment.

## Roster
- Batista
- Beth Phoenix
- The Big Show
- Carlito
- Festus
- John Cena
- Primo
- Shawn Michaels
- Triple H
- Umaga
- William Regal

### Skjulte wrestlere
- Bob Orton
- Dusty Rhodes
- Eve Torres
- Ezekiel Jackson
- Jesse
- The Million Dollar Man
- Mr. McMahon
- The Rock
- Trish Stratus

| computerspil | Spire Denne computerspilsrelaterede artikel er en spire som bør udbygges. Du er velkommen til at hjælpe Wikipedia ved at udvide den. |